# Quipu (Estrutura Cósmica)
Quipu é uma enorme estrutura ramificada composta por aglomerados e superaglomerados de galáxias, identificada como uma das maiores estruturas conhecidas no universo observável. Nomeada em referência ao antigo dispositivo de registro inca feito de cordas com nós, o Quipu representa uma vasta rede filamentar de galáxias e matéria escura que se estende por bilhões de anos-luz. Essa estrutura fornece insights cruciais sobre a organização em grande escala do universo e os processos que governam a formação de estruturas cósmicas.

## Descoberta
O Quipu foi descoberto por meio de análises detalhadas de dados astronômicos, incluindo observações de levantamentos de galáxias e telescópios de raios-X. Pesquisadores identificaram uma rede complexa de aglomerados de galáxias e filamentos que formam uma estrutura coerente e ramificada. A descoberta foi anunciada em ano, com base em dados de projetos como o Sloan Digital Sky Survey (SDSS) e o Observatório de Raios-X Chandra. A escala imensa e a organização intrincada da estrutura a tornam um marco na cosmologia.

## Estrutura e Composição
O Quipu é caracterizado por sua forma filamentar, com regiões densas de aglomerados e superaglomerados de galáxias conectadas por fios mais finos de galáxias, gás e matéria escura. Esses filamentos se cruzam em nós, onde residem aglomerados massivos de galáxias, formando os "nós" da estrutura. Entre os filamentos, existem vastos vazios cósmicos, regiões de densidade extremamente baixa que contribuem para a arquitetura geral do Quipu.

### Os principais componentes do Quipu incluem:
Aglomerados e Superaglomerados de Galáxias: Essas são as regiões mais visíveis e densas da estrutura, contendo milhares de galáxias unidas pela gravidade.
Gás Intergaláctico: Gás quente permeia os filamentos, detectável por meio de observações de raios-X.
Matéria Escura: A maior parte da massa do Quipu é composta de matéria escura, que fornece a estrutura gravitacional para a matéria visível.

## Significado na Cosmologia
O Quipu é de grande interesse para os cosmólogos, pois desafia nossa compreensão da estrutura em grande escala do universo e dos processos que impulsionam sua formação. Sua escala imensa testa os limites do Princípio Cosmológico, que assume que o universo é homogêneo e isotrópico em grandes escalas. A existência de uma estrutura tão massiva fornece dados valiosos para refinar modelos de evolução cósmica, incluindo o papel da matéria escura e da energia escura.

### Teste do Princípio Cosmológico
O Princípio Cosmológico assume que o universo é homogêneo e isotrópico em grandes escalas. A existência de uma estrutura tão massiva e complexa como o Quipu desafia essa suposição, fornecendo dados valiosos para refinar nossos modelos cosmológicos.

### Formação de Estruturas Cósmicas
O Quipu oferece uma visão única sobre como pequenas flutuações de densidade no universo primitivo evoluíram para formar estruturas em grande escala, como aglomerados e filamentos de galáxias.

### Papel da Matéria Escura e Energia Escura
A estrutura do Quipu é moldada pela interação entre a matéria escura (que fornece a atração gravitacional) e a energia escura (que impulsiona a expansão acelerada do universo).  Estudar o Quipu ajuda a entender como essas duas componentes influenciam a evolução cósmica.

### Formação e Evolução de Galáxias
O ambiente denso dos aglomerados e filamentos do Quipu influencia a formação e evolução das galáxias, fornecendo um laboratório natural para estudar esses processos.

## Desafios Observacionais
Observar o Quipu em sua totalidade é um desafio significativo devido à sua escala imensa e às limitações da tecnologia observacional atual. Embora partes da estrutura tenham sido mapeadas, a extensão completa do Quipu ainda não foi totalmente compreendida. Futuros telescópios e levantamentos, como a missão Euclid da Agência Espacial Europeia e o Observatório Vera C. Rubin, devem fornecer mapas mais detalhados da estrutura em grande escala, potencialmente revelando características adicionais do Quipu.

## Contexto Cultural e Histórico
O nome "Quipu" faz uma analogia ao antigo dispositivo inca usado para registro e comunicação. Assim como o quipu inca codificava informações complexas em seus nós e cordas, o Quipu cósmico é visto como codificando a história e a evolução do universo em sua estrutura. Esse nome reflete o desejo humano de encontrar padrões e significado no cosmos.

## Ver Também
Teia Cósmica: A estrutura maior de filamentos e vazios na qual o Quipu está inserido.
Estrutura em Grande Escala do Universo: A organização hierárquica da matéria em escalas cósmicas.
Filamento de Galáxias: As estruturas em menor escala que compõem o Quipu.